# Matang Cot Paseh
Matang Cot Paseh is een bestuurslaag in het regentschap Bireuen van de provincie Atjeh, Indonesië. Matang Cot Paseh telt 504 inwoners (volkstelling 2010).